# Hau-Maka
Hau-Maka o Haumaka és un personatge de la mitologia de Pasqua que hauria indicat a l'ariki Hotu Matu'a que el seu destí era viatjar a l'Illa de Pasqua.
En concret, Hau Maka, que era un xaman procedent de l'illa llegendària de Hiva, va tenir un somni. En el somni va albirar les illes Moto Nui, Moto Iti i Motu Kaokao i els va posar el nom dels seus futurs nets. Va passar també pel volcà va anar anomenant tot el que trobava, fins que va trobar un lloc ideal per desembarcar, Anakena. Finalment va despertar i va parlar amb Ira, a qui li va dir que havia descobert una illa en direcció al sol on podien anar amb el rei Hotu Matua i desembarcar a Hiro Moto. Aquesta illa era l'Illa de Pasqua, considerada en la llegenda com la terra promesa, i que també s'anomenava Te pito o te caigan un hau maka, que es pot traduir com un petit trosset de Haumaka.